# Laura Di Toma
Laura Di Toma (5 de septiembre de 1954) es una deportista italiana que compitió en judo. Ganó una medalla en el Campeonato Mundial de Judo de 1980, y nueve medallas en el Campeonato Europeo de Judo entre los años 1975 y 1984.

## Palmarés internacional
| Campeonato Mundial | Campeonato Mundial          | Campeonato Mundial | Campeonato Mundial |
| Año                | Lugar                       | Medalla            | Categoría          |
| ------------------ | --------------------------- | ------------------ | ------------------ |
| 1980               | Nueva York (Estados Unidos) | Medalla de plata   | –61 kg             |
| Campeonato Europeo |                             |                    |                    |
| Año                | Lugar                       | Medalla            | Categoría          |
| 1975               | Múnich (RFA)                | Medalla de bronce  | –66 kg             |
| 1975               | Múnich (RFA)                | Medalla de bronce  | Abierta            |
| 1976               | Viena (Austria)             | Medalla de oro     | Abierta            |
| 1976               | Viena (Austria)             | Medalla de bronce  | –66 kg             |
| 1979               | Kerkrade (Países Bajos)     | Medalla de bronce  | –61 kg             |
| 1980               | Údine (Italia)              | Medalla de oro     | –61 kg             |
| 1981               | Madrid (España)             | Medalla de plata   | –61 kg             |
| 1983               | Génova (Italia)             | Medalla de oro     | –66 kg             |
| 1984               | Pirmasens (RFA)             | Medalla de bronce  | –61 kg             |